# Prepolimero
In chimica si definisce prepolimero un polimero o un oligomero che non è direttamente utilizzato per la produzione di materie plastiche, bensì come intermedio che viene fatto reagire successivamente con un monomero per la produzione di un polimero finale.
Con il termine prepolimero si indica anche la miscela del prepolimero propriamente detto assieme al monomero con il quale esso reagisce per dare luogo al polimero finale.

## Procedimento
Nei casi in cui la produzione di un polimero includa il passaggio per la produzione di prepolimero, si ha una prima reazione di polimerizzazione del monomero iniziale per l'ottenimento del prepolimero, seguita da una seconda reazione di polimerizzazione in cui il prepolimero per aggiunta di altro monomero si converte nel polimero finale. Siccome durante la polimerizzazione si ha un aumento del peso molecolare del polimero, il prepolimero presenta un peso molecolare più basso rispetto al polimero finale.

## Esempi
Un esempio di prepolimero si ha nella produzione del poliuretano: in questo caso il polimero finale, che è il poliuretano, si ottiene da un prepolimero contenente una catena polimerica di tipo polietere o poliestere che in seguito viene allungata attraverso dei monomeri denominati "estensori di catena".
Altri esempi di prepolimeri si hanno nella produzione di molti copolimeri (cioè polimeri formati da due tipi di monomero) o terpolimeri (cioè polimeri formati da tre tipi di monomero). In questo caso le molecole del monomero reagiscono inizialmente per produrre dei prepolimeri che successivamente sono fatti reagire tra di loro per formare il copolimero (nel caso di due tipi di monomeri) o il terpolimero (nel caso di tre tipi di monomeri).